# 中山恭子
中山 恭子（なかやま きょうこ、1940年〈昭和15年〉1月26日 ‐ ）は、日本の政治家、大蔵・財務官僚。靖国神社崇敬奉賛会会長。
内閣府特命担当大臣（少子化対策、男女共同参画）（福田康夫改造内閣）、拉致問題担当大臣（福田康夫改造内閣）、公文書管理担当大臣（福田康夫改造内閣）、内閣総理大臣補佐官（拉致問題担当）（第1次安倍内閣・第1次安倍改造内閣・福田康夫内閣・麻生内閣）、参議院議員（2期）、日本のこころ代表、日本のこころを大切にする党代表、次世代の党代表、日本維新の会政策調査会拉致問題対策委員長 、たちあがれ日本参議院幹事長代理などを歴任。この他、内閣官房参与、在ウズベキスタン特命全権大使、国際交流基金常務理事、大蔵省大臣官房参事官兼審議官、大蔵省四国財務局長などを務めた。

## 概要

### 官界での活動
群馬県立前橋女子高等学校を卒業後、東京大学文学部仏文学科を卒業。大学卒業後、一年間の研究生活を送る。一時外務省に勤務したが、東京大学法学部へ学士入学する。1965年、国家公務員採用上級甲種試験（経済職）に合格し翌年中退、大蔵省（現：財務省）入省（関税局国際課に配属）。
国際通貨基金 (IMF) 派遣職員、大蔵省大臣官房調査企画課、大臣官房企画官、東京税関成田税関支署長を経て、1989年6月に理財局国有財産第二課長に就任。1991年6月には四国財務局長に就任。大臣官房参事官兼大臣官房審議官を最後に1993年9月退官。大蔵省に在職中に、女性として初めて税関支署長、本省課長、財務局長、審議官を務めた。

### 退官後の活動
国際交流基金常務理事を経て、1999年7月、特命全権大使（在ウズベキスタンおよび在タジキスタン）に就任。その直後の1999年8月23日、隣国キルギスの南西部オシェ州で日本人鉱山技師4人を含む7人がIMU（ウズベキスタン・イスラム運動）と見られるウズベキスタン反政府武装グループに拉致されるキルギス日本人誘拐事件が発生する。キルギス政府に交渉を一任せよとの外務省の方針に背き、救出劇の先頭に立った。武装グループに対して影響力を持つタジキスタン政府や関係者を通じて交渉・説得を行い、人質の解放に成功する。

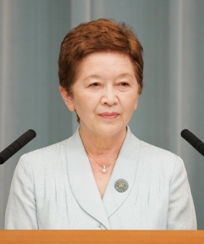
内閣総理大臣補佐官就任時の会見

大使退任直後の2002年9月26日拉致被害者家族担当の内閣官房参与へ就任、翌10月15日北朝鮮に拉致被害者5人を出迎えた。それ以降も拉致問題に尽力し、2004年9月29日に任務を果たしたとして辞任。
2006年9月26日、第1次安倍内閣の内閣総理大臣補佐官（北朝鮮による拉致問題担当）に任命。同時期に政府に設置された拉致問題対策本部の事務局長に就任。

### 政界への転身

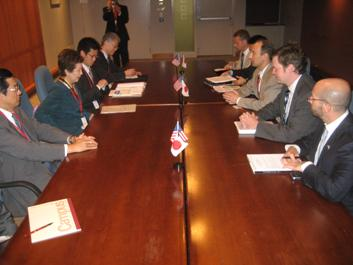
2008年9月17日、アメリカ合衆国保健福祉副長官テヴィ・トロイ（右から3人目）らと会談。左側の手前から2人目

2007年7月に第21回参議院議員通常選挙へ自由民主党から比例区で立候補し、385,909票を獲得して党内得票数第3位で初当選した。同年8月27日に発足した第1次安倍改造内閣で留任、同年9月7日に拉致問題対策本部事務局長職を離任した。同年9月26日に発足した福田内閣でも内閣総理大臣補佐官（北朝鮮による拉致問題担当）に再任。11月15日、町村派に入会。
2008年8月2日に発足した福田康夫改造内閣にて、内閣府特命担当大臣（少子化対策、男女共同参画担当）として初入閣を果たした。内閣府特命担当大臣のほかにも特命事項として拉致問題担当と公文書管理担当が発令されており、国務大臣として同時に兼任した。しかしおよそ1ヶ月後の内閣総辞職に伴い内閣府特命担当大臣（少子化対策、男女共同参画担当）および拉致問題担当、公文書管理担当を退任。
同年9月24日に発足した麻生内閣では中山の入閣は見送られ、拉致問題担当の特命事項は内閣官房長官の河村建夫が兼任することになった。しかし、拉致問題担当のポストに中山を任命しなかったことに対して内閣総理大臣官邸に批判が殺到したため、中山は内閣総理大臣補佐官（北朝鮮による拉致問題担当）に再任。
2010年6月18日、夫・成彬が同年7月の第22回参議院議員通常選挙にたちあがれ日本から出馬することになったことを受け、「夫を支援するため」として、自民党に離党届を提出(受理されず除名処分)し、6月21日に夫と共にたちあがれ日本へ入党した。
2012年11月、たちあがれ日本が太陽の党と改称し、さらに日本維新の会へ合流したことに伴い同党の所属となった。
2013年7月に第23回参議院議員通常選挙へ比例区で立候補し、306,341票を獲得して党内得票数第2位で2回目の当選を果たした。
2014年8月の日本維新の会分党に伴い「次世代の党」に参加。党参議院会長、同党規委員長に就任した。12月に財務局長に就任。
2015年10月1日に次世代の党代表に就任。12月21日、党名を「日本のこころを大切にする党」と改称したが、この党名変更に強く反発した江口克彦が離党した。第24回参議院議員通常選挙において、比例代表に5人、選挙区では北海道・埼玉・千葉・東京・神奈川・愛知・大阪・兵庫・広島・福岡に候補者を擁立し、代表として選挙を戦ったが、当選には遠く及ばず全員が落選。中山は惨敗の責任を取る形で、12日に辞表を提出したが、のちに慰留を受けて撤回した。
2016年9月、党代表のまま党政策調査会長を兼任することになり、2017年2月7日には、日本のこころに党名を変更した。
2017年9月、無投票で党代表に再選。同月24日、夫と共に希望の党へ参加する意向を示し、翌25日に日本のこころに離党届を提出し、受理された。同月27日、小池百合子東京都知事を代表とする新党「希望の党」設立会見に、結党メンバーとなる国会議員14人の一人として参加した。2018年5月、希望の党分党に伴い新たに発足した希望の党の顧問に就任。
2019年4月8日、第25回参議院議員通常選挙には出馬せず、政界を引退すると自身のフェイスブックページで表明。5月28日、党選挙対策委員長に就任。同年、旭日重光章受章。

## 不祥事

### 公職選挙法違反
2009年、夫である中山成彬が第45回衆議院議員総選挙にて宮崎1区から立候補した。成彬は以前引退を表明していたことから、自由民主党宮崎県支部連合会は上杉光弘の擁立を決定しており、両者とも党本部の公認が得られぬまま激しい選挙戦が展開された。恭子は選挙対策総本部長に就任しサポートしたが成彬は落選し、さらに恭子の秘書2名が公職選挙法違反容疑で書類送検された。

## 政策
- 憲法改正に賛成[30]。
- 集団的自衛権の行使を禁じた政府の憲法解釈を見直すことに賛成[30]。
- 日本の核武装について検討を始めるべきとしている[30]。
- 村山談話および河野談話についていずれも見直すべきとしている[30]。
- 選択的夫婦別姓制度に反対[31]。

## 主な所属団体・議員連盟
- 日本会議国会議員懇談会[32]
- みんなで靖国神社に参拝する国会議員の会[32]
- 創生「日本」[32]
- 北朝鮮に拉致された日本人を早期に救出するために行動する議員連盟（副会長）[1]
- 親学推進議員連盟（副会長）[33]
- 国際観光産業振興議員連盟（副会長）[34]
- 地下式原子力発電所政策推進議員連盟

## 政治資金
- 2017年に自らが代表を務めていた「日本のこころ参院比例第2支部」から約2億1千万円を自らの政治団体に移していたことが発覚した。支部は翌日解散した。違法ではないものの、物議を醸した[35]。

## 評価
- 雑誌『正論』の特集「2012年注目の政治家50人を値踏みする」では、稲田朋美とともに10点満点中10点との評価を受けた[36]。

## 略歴
- 1963年03月 東京大学文学部仏文学科卒業[1][5][37]
- 1966年04月 大蔵省入省[1][4][5][37]
- 1975年06月 国際通貨基金[4][5][37]
- 1983年06月 大臣官房調査企画課長補佐（外国調査） 兼 大臣官房調査企画課海外経済調査官[38]
- 1985年06月 大臣官房企画官（大臣官房地方課）[39][5][37]
- 1987年07月 東京税関成田税関支署長[4][5][37]
- 1989年06月 理財局国有財産第二課長[4][5][37]
- 1991年06月 四国財務局長[1][4][5][37]
- 1993年06月 大臣官房審議官（大臣官房担当）[1][4][5][37]
- 1993年09月 国際交流基金常務理事[1][5][37]
- 1999年07月 駐ウズベキスタン特命全権大使兼駐タジキスタン大使[1][4][5][37]
- 2002年09月 退官 内閣官房参与[1][5][37]
- 2004年09月 内閣官房参与 辞任[4][5][37]
- 2005年03月 国連改革欧州諸国担当大使（2005年09月辞任）[37]
- 2005年04月 早稲田大学大学院アジア太平洋研究科客員教授[4][37]
- 2005年04月 香川大学地域マネージメント研究科客員教授[37]
- 2006年09月 内閣総理大臣補佐官（拉致問題担当）[1][37]
- 2007年07月 参議院議員（全国比例代表）[37]
- 2008年08月 内閣府特命担当大臣（少子化対策・男女共同参画担当）として初入閣[1][37]。
- 2008年09月 内閣総理大臣補佐官（拉致問題担当）[1][37]

## 家族
- 元夫・中山成彬
  - 2022年、週刊新潮の取材に対し、成彬は離婚を認め、「離婚したのはだいぶ前でございましてね、彼女（恭子）に『宮崎に帰ろうよ』と言ったんですが、帰らないもんですから。『それじゃあ別れよう』となりまして……。それだけのことですよ」、「もう40年前にね、私は大蔵省を辞めて、政治家になろうと宮崎に帰ったんです。その時に『一緒に辞めて（政治活動を）やろうよ』と言ったんですけど、（恭子が）『私は（省に）残る』と言うのです。それなら、もう別れようという話にはなっていました。ですから、40年前から別居状態なのです」と答えた[40]。
- 長男・中山隆介（財務官僚、内閣情報調査室室員）[41][42]。

## TV出演
- 『日いづる国より』（日本文化チャンネル桜）司会進行

## 著書
- 『ウズベキスタンの桜』（KTC中央出版、2005年）
- 『国想い夢紡ぎ―文化のプラットホーム日本』（万葉舎、2011年）

## 論文
- 国立情報学研究所収録論文（No.7を除く） 国立情報学研究所